# Red Force
Red Force is een stalen achtbaan in attractiepark Ferrari Land in Salou in Spanje.
Met een hoogte van 112 m en een snelheid tot 180 km/h, bereikt na vijf seconden, is het de hoogste en snelste werkende achtbaan ter wereld sinds de sluiting van Kingda Ka, Top Thrill Dragster en Formula Rossa. De opening werd verricht door 1500 testers, begeleid door Ferrari-testpiloot Marc Gené.
De achtbaan werd gebouwd door Intamin. Per uur kunnen circa 1200 passagiers gelanceerd worden die hen via een verticale spiraal 90° omhoog brengt.
Aan de achtbaan werden in 2016 de Ferrari-schilden gemonteerd, elk 12 meter hoog. Het geluid van de achtbaan benadert het brullen van Ferrari-racemotoren.

## Afbeeldingen

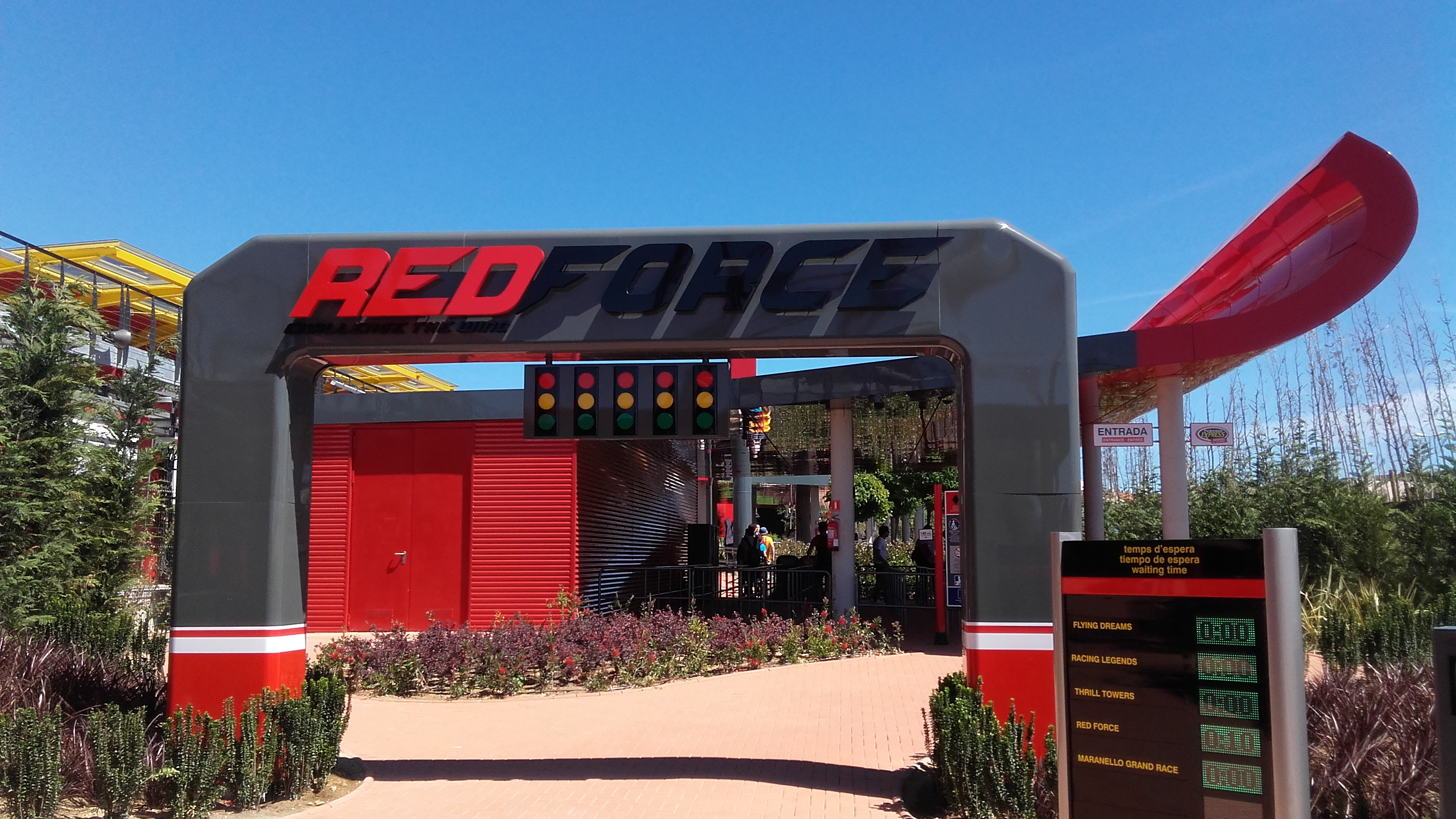
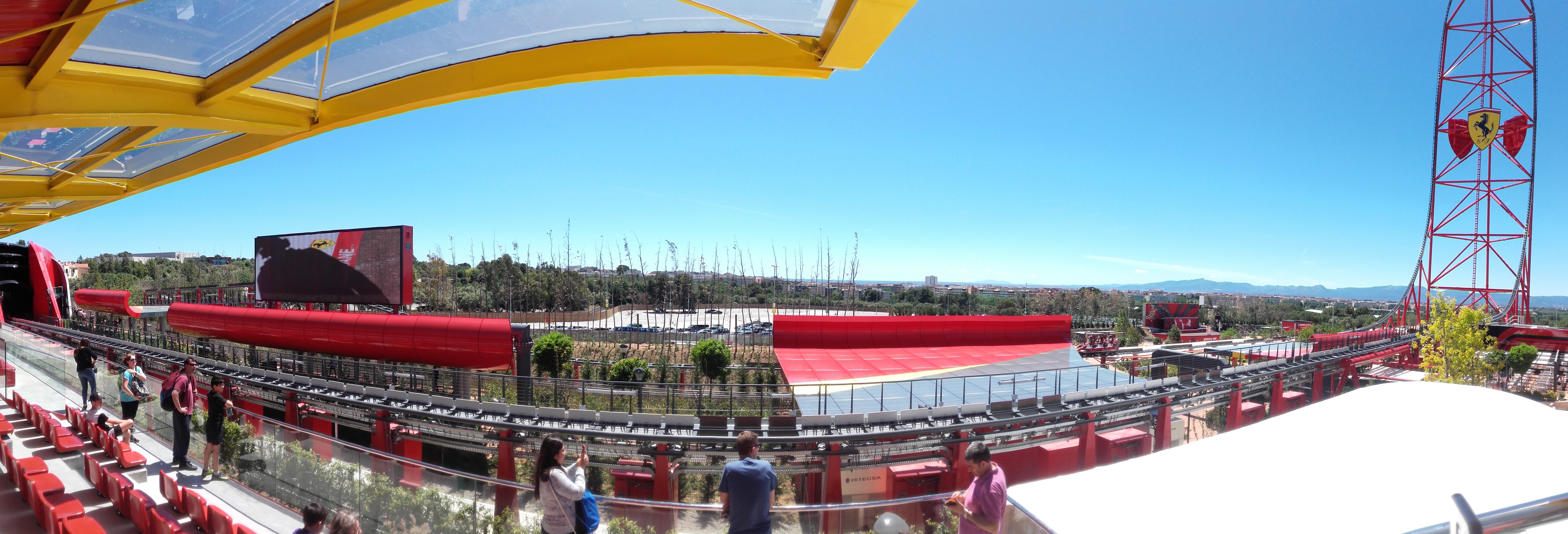
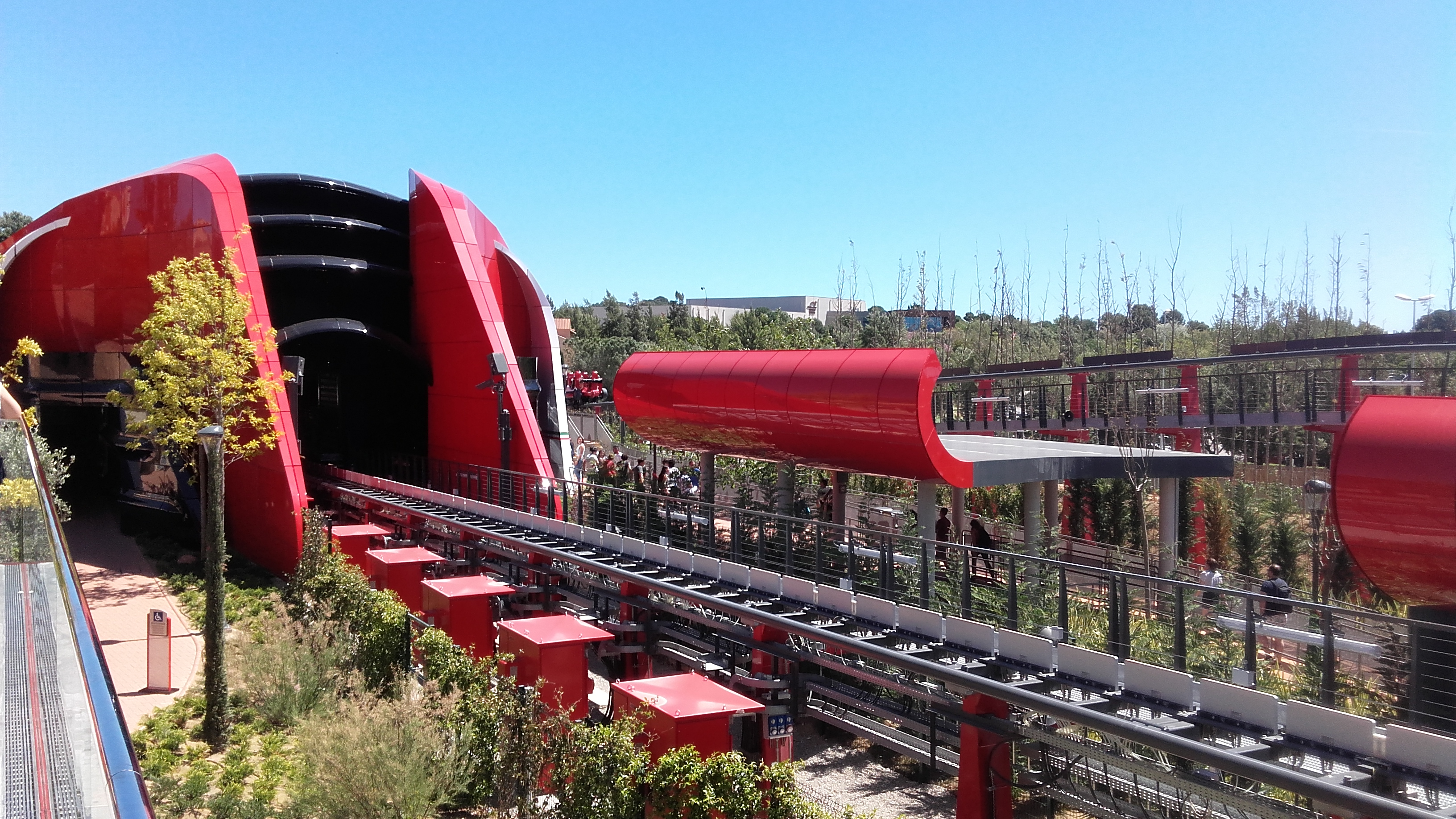